# Етруська мова

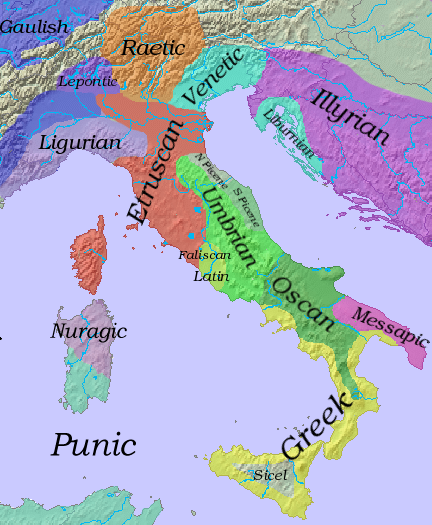

Етру́ська мо́ва — вимерла мова етрусків, генетичне походження якої не встановлено. Якщо не вважати можливу спорідненість етруської з двома іншими мертвими мовами — ретською і лемноською, етруська мова вважається мовою-ізолятом і не має визнаних наукою споріднених мов. Враховуючи нечисленність відомих етруських слів і лише обмежене знання етруської граматики, всі припущення здебільшого спекулятивні.
Мова етрусків належить до групи середземноморських мов. Етруська абетка засвідчена у багатьох написах (понад 10 тисяч) на різних предметах. Найважливіші пам'ятники етруської мови — фрагменти священної книги на завісі Загребської мумії (збереглося близько 1200 слів), напис на черепиці з Капуї (300 слів) і напис із Піргі з паралельним текстом фінікійською мовою.
Збереглися також 60 слів у передачі античних і ранніх середньовічних авторів, запозичення до латинської мови й численні топоніми. Встановлено значення близько 150 слів. Генетична приналежність етруської мови не з'ясована; найбільш близькою до неї вважається мова напису, знайденого на острові Лемнос (Лемноська стела). Спроби обґрунтувати споріднення етруської мови з хетто-лувійськими мовами викликають заперечення фахівців.
Дослідники з тим чи іншим ступенем впевненості говорять, що з етруською мовою у той же історичний період були споріднені:
- мова Лемноської стели VI—V ст. до н. е.. (Імовірно — мова пеласгів, за Геродотом, жили на острові в зазначений період);
- ретська мова (численні короткі пам'ятники з Північної Італії V—II ст. до н. е..) і спорідненої їй камунської мови;
- етеокіпрська мова (мова догрецького населення о. Кіпр) — написи виконані так званим кіпрським письмом (маються тексти з паралельним грецьким перекладом).

У латинську мову ввійшли деякі етруські запозичення (наприклад, що стали згодом інтернаціоналізмами persona <phersu — «маска»; satellitium <satnal, mantissa, palatium, servus — «раб»; також ceremonia, antenna, arena, elementum, litera) і власні імена (наприклад, назва міста Парма). В багато мов світу увійшло ім'я Сергій (Sergius), яке етруски давали своїм первісткам.

## Граматика

### Абетка
Спочатку використовувалася архаїчна західногрецька абетка, крім двох еволюціонуваших за звучанням знаків: S з [s] в [z], і TS з [t] в [ts], пізніше доданий знак 8 у значенні [p]. В окремих етруських і ретійських написах застосовувалися свої оригінальні знаки. У єдиному тексті (Tabula Cortonensis) поряд зі знаком M [m] зустрічається саме складовий знак зі значенням [um].

### Фонетика

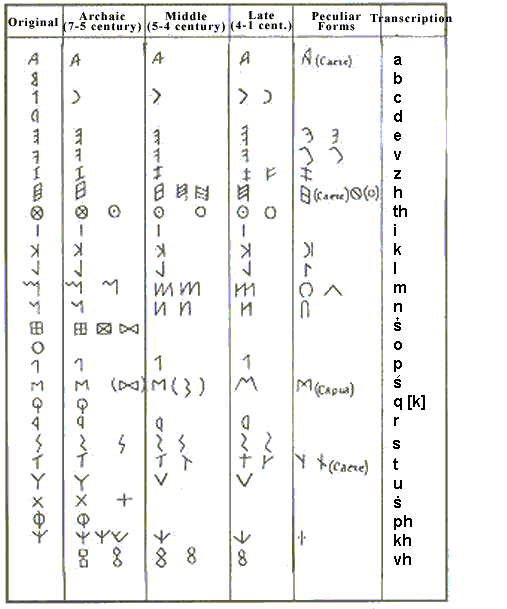
Еволюція етруської абетки

Латинська транслітерація етруських слів передає багато відтінків, які ніяк не відбивалися в етруських написах. Так, на листі етруски не розрізняли дзвінкі і глухі приголосні, опускали короткі голосні (лат. Subura — етр. Spur, лат. Caere — етр. Cisre, лат. Minerva — етр. Menrva тощо).
На письмі розрізнялися 4 голосних: a, e, i, u (дана особливість притаманна й іншим тирренським мовам).
Етруська мова мала багату систему сибилянтів.
| Фонетична система етруської мови | Фонетична система етруської мови |
| -------------------------------- | -------------------------------- |
| губні                            | p, ph, f                         |
| зубні                            | t, th, s, ś , z(ts)              |
| палатальні                       | k, ch, h                         |
| сонорні                          | r, l, m, n, i(j), v/u            |
| голосні                          | i, e, a, u                       |
| дифтонги                         | ai, ei, ui, au/av, eu, uv        |

### Лексика
Відзначені латинські та грецькі запозичення. Є лексичні збіги з хаттською мовою.

### Морфологія
Словотвір і словозміна — виключно суфіксальний (префікси не зазначені). Аглютинативна мова з сильно вираженою тенденцією до флективності.

### Ім'я
Іменник і прикметник відмінюються за загальною парадигмою:
- номінатив-аккузатив (Абсолют): немає показника.
- генитив I: -s; генитив II: -(a) l.
- локатив: -i.
- аблатив I: -is; аблатив II: -(a)ls (в деяких публікаціях називається «подвійний генитив»).
- посесив I: -si; посесив II: -(a)le.
- множина: -r (одуш.); -χva (неодуш.).
- генитив множ: -ra-s (одуш.); -χva-l (неодуш.).
- посесив множ: ra-si (одуш.); -χva-le (неодуш.).
- спільний відмінок = «і …» (аналог латинського … ''-que): -c (додається після всіх інших морфологічних показників)

Прикметники, похідні від іменників, мають показник -na.

### Дієслово
Дієслівні суфікси:
- Теперішній час: не мав показника.
- минулий час, актив: -ce.
- минулий час, пасив: -χe.
- повинність: — (e) ri.
- ін'юнктив: -e.
- кон'юнктив: -a.
- імператив: немає показника (на думку О. Й. Немирівського — показник -θ).
- актив. прислівник теперішнього часу. вр.: -as (a); -u; -θ.
- актив. прислівник минулого часу.: -θas (a); -nas (a).
- пасив. прислівник (а також прислівник від неперехідного дієслова) минулого часу.: -u; -icu; -iχu.

### Частка
Негативна частка надійно не ідентифікована.
Прийменники, післяйменники, сполучники тощо, не ідентифіковані; передбачається, що їх роль виконували відмінкові показники, а також описові фразеологізми. Зважаючи на цю особливість етруської мови її синтаксис досить бідний.

### Числівники
Завдяки виявленим ігровим кубикам і численним надгробним написам система числівників в цілому відновлена, хоча тривають дискусії про значення деяких числівників:
1 θu (n) 

2 zal, esal 

3 ci 

4 huθ 

5 maχ 

6 śa 

7 semφ 

8 cezp 

9 nurφ 

10 śar (сумнівно) 

20 zaθrum 

«-Дцять» =-alχ «без …-х» =-em
Цікава особливість: числівники, що закінчуються на «сім», «вісім», «дев'ять», не існували (за винятком власне 7, 8, 9). Так, 27 виражалося як ciem cialx, букв. «Без 3-х 30», 19 як θunem zaθrum, букв. «Без 1-го 20» тощо. Звідси особливість римських цифр, запозичена у етрусків, коли менший числівник перед великим віднімається від нього (напр. XIX — 19).
| Символи етруських числівників | Символи етруських числівників | Символи етруських числівників   |
| Десяткова система             | Етруська назва                | Символ *                        |
| ----------------------------- | ----------------------------- | ------------------------------- |
| 1                             | θu                            | I                               |
| 5                             | maχ                           | Λ                               |
| 10                            | šar                           | X                               |
| 50                            | muvalχ                        | ↑                               |
| 100                           | ?                             | C , Ж                           |
| 500                           | ?                             | (Коло, всередині якого 5 точок) |
| 1000                          | ?                             | (Дуга, всередині якої 3 точки)  |

|  |  |  | 1 thu 2 zal, es(a)l 3 ci 4 ša 5 mach 6 huth 7 semph(?) 8 cezp(?) 9 nurph(?) 10 šar | 16 huthzar 17 ciem zathrum 18 eslem zathrum 19 thunem zathrum 20 zathrum 27 ciem cealch 28 eslem cealch 29 thunem cealch 30 cialch (cealch) 40 šealch | 50 muvalch (*machalch) 60 *huthalch 70 semphalch(?) 80 cezpalch(?) 90 *nurphalch(?) 100 ? 1000 ? |

### Синтаксис
Звичайний порядок слів — SOV. Речення, навіть у довгих текстах, зазвичай короткі; в цілому етруська мова не була пристосована до утворення складносурядних й складнопідрядних речень.

### Календар
Відомі назви восьми місяців священного календаря.
- uelcitanus (lat.) = березень.
- aberas (lat.) = квітень; apirase = у місяці квітні.
- ampiles (lat.) = травень; anpilie = в місяці травні.
- aclus (lat.) = червень; acal (v) e = в місяці червні.
- traneus (lat.) = липень.
- ermius (lat.) = серпень.
- celius (lat.) = вересень; celi = у місяці вересні.
- xof (f) er (?) (lat.) = жовтень.

## Дослідники
Дослідники етруської мови:
- Ламмерт Бауке ван дер Меєр — провідний спеціаліст з релігії етрусків
- Роберт Беекес — прихильник малоазійської гіпотези, також досліджує гіпотезу догрецького субстрату
- Тадеуш Воланський — філолог-аматор, який вважав, що зумів розшифрувати більшість написів на етруській мові
- Володимир Іванов Георгієв — безуспішно намагався інтерпретувати етруську мову як споріднену лідійській
- Адольфо Дзавароні — систематизував та опублікував в Інтернеті повний звід написів етруською мовою і передбачуваними спорідненими мовами
- Ігор Михайлович Дьяконов
- В'ячеслав Всеволодович Іванов
- Олександр Йосипович Немировський
- Массимо Паллоттіно
- Массимо Піттау
- Амброс Йозеф Пфіффіг
- Гельмут Рікс — автор гіпотези про Тірренську мовну сім'ю
- Олена Дмитрівна Савенкова
- Альфредо Тромбетті
- Олексій Іванович Харсекін,
- Сергій Олександрович Яцемирський
- Олександр Дмитрович Чертков
- Себастьян Ч'ямпі